# کنستانتینوس نیدر
کنستانتینوس نیدر (یونانی: Κωνσταντίνος Νίδερ؛ ۱۸۶۵–۱۹۴۲) ژنرال نیروی زمینی یونان بود. وی در جنگ‌هایی همانند جنگ یونان و ترکیه (۱۸۹۷)، جنگ‌های بالکان و جنگ جهانی اول حضور داشته‌است.